# 行政管理庁総務審議官
行政管理庁長官官房総務審議官（ぎょうせいかんりちょうちょうかんかんぼうそうむしんぎかん）は行政管理庁に置かれていた局長級の職である。

## 概要
行政管理庁では、組織の事務を調整するポストとして審議官（1人）が置かれていた。1982年4月6日に審議官を総務審議官に格上げし、その下に4人の審議官が置かれた。
総務審議官だった門田英郎は「行政管理庁には官房長がなかった。それで、秘書課、総務課、会計課の官房三課を束ねる責任者が長官官房審議官、もしくは総務審議官でした。言ってみれば、官房長の仕事です。総務審議官は、ほかにも行政管理次官を助けて、原局（つまり監察局と管理局）の調整をするのが仕事です。この仕事は約2年間務めました」と述べており、このことから総務審議官が組織管理の責任者とされている。

## 所掌
行政管理庁組織令（1982年4月6日）
```
第4条の2 長官官房に、総務審議官1人を置く。
2 総務審議官は、命を受けて、所管行政に関する重要事項の企画、立案及び総合調整に関する事務を総括整理する。
```